# Nässjön (Ramsele socken, Ångermanland)
Nässjön är en sjö i Sollefteå kommun i Ångermanland och ingår i Ångermanälvens huvudavrinningsområde. Sjön har en area på 10,5 kvadratkilometer och ligger 219 meter över havet. Sjön avvattnas av vattendraget Kvarnån.

## Delavrinningsområde
Nässjön ingår i det delavrinningsområde (705758-152477) som SMHI kallar för Utloppet av Nässjön. Medelhöjden är 259 meter över havet och ytan är 47,75 kvadratkilometer. Räknas de 4 avrinningsområdena uppströms in blir den ackumulerade arean 64,69 kvadratkilometer. Kvarnån som avvattnar avrinningsområdet har biflödesordning 3, vilket innebär att vattnet flödar genom totalt 3 vattendrag innan det når havet efter 131 kilometer. Avrinningsområdet består mestadels av skog (58 procent). Avrinningsområdet har 10,47 kvadratkilometer vattenytor vilket ger det en sjöprocent på 21,9 procent.